# Anne Bowes-Lyon
Anne Ferelith Fenella Bowes-Lyon (4 décembre 1917 - 26 septembre 1980) est une cousine d'Élisabeth II et la mère du photographe royal Patrick Anson, 5e comte de Lichfield, et de Lady Elizabeth Anson. Elle devient princesse de Danemark grâce à son deuxième mariage.

## Famille
Anne Bowes-Lyon naît à Washington, en 1917. Elle est la fille de John Bowes-Lyon et de Fenella Hepburn-Stuart-Forbes-Trefusis, fille de Charles Hepburn-Stuart-Forbes-Trefusis. Anne a trois sœurs plus jeunes, dont Nerissa et Katherine Bowes-Lyon, qui sont hospitalisées à partir de 1941 pour une déficience intellectuelle sévère.
Le grand-père paternel d'Anne est Claude Bowes-Lyon, 14e comte de Strathmore et Kinghorne, père de sa tante, la reine Elizabeth, reine mère, née Lady Elizabeth Bowes-Lyon.

## Mariages
Anne épouse le lieutenant-colonel Thomas William Arnold Anson (1913-1958) le 28 avril 1938. Comme son mari porte le titre de courtoisie de vicomte Anson, Anne est appelée vicomtesse Anson lors de leur mariage. Ils divorcent en 1948. Ils ont deux enfants, quatre petits-enfants et six arrière-petits-enfants :
- Thomas Patrick John Anson (25 avril 1939 - 11 novembre 2005), qui succède plus tard à son grand-père en tant que 5e comte de Lichfield. Il épouse Lady Leonora Grosvenor, fille du duc de Westminster, le 8 mars 1975 et ils divorcent vers 1986. Ils ont trois enfants et quatre petits-enfants ;
- Lady Elizabeth Georgiana Anson (7 juin 1941 - 1er novembre 2020), qui travaille comme organisatrice de fêtes pour la reine Élisabeth II. Elle épouse Sir Geoffrey Shakerley (en), 6e baronnet le 27 juillet 1972 et ils divorcent en 2009. Ils ont une fille et deux petits-enfants.

Le 16 septembre 1950, au château de Glamis, elle épouse par la suite le prince George Valdemar de Danemark, et devient la princesse Anne de Danemark.
Anne meurt en 1980, à l'âge de 62 ans, à Londres, d'une crise cardiaque.

## Distinctions
- Médaille du couronnement d'Élisabeth II (Royaume-Uni, 1953) ;
- Chevalier de l'ordre de l'Éléphant (Danemark, 1974)[2].